# Казенно-Майданское сельское поселение
Казённо-Майданское сельское поселение — муниципальное образование (сельское поселение), входящее в состав Ковылкинского района Мордовии.
Административный центр — село Казённый Майдан.

## История
Казенно-Майданское сельское поселение образовано в 2005 году в границах сельсовета.
Законом Республики Мордовия от 12 марта 2010 года, были упразднены  Стародракинское и Шадымское сельские поселения (сельсоветы), а их населённые пункты были включены в Казенно-Майданское сельское поселение (сельсовет).

## Население
| 2002  | 2010  | 2012  | 2013  | 2014  | 2015  | 2016  |
| ----- | ----- | ----- | ----- | ----- | ----- | ----- |
| 1586  | ↘1361 | ↘1328 | ↘1292 | ↘1265 | ↘1238 | ↘1217 |
| 2017  | 2018  | 2019  | 2020  | 2021  |       |       |
| ↘1173 | ↘1142 | ↘1107 | ↘1081 | ↘870  |       |       |

## Состав сельского поселения
| № | Населённый пункт | Тип населённого пункта | Население |
| - | ---------------- | ---------------------- | --------- |
| 1 | Заря             | посёлок                | ↘0        |
| 2 | Казённый Майдан  | село                   | ↘305      |
| 3 | Новое Дракино    | деревня                | ↘214      |
| 4 | Рыскино          | село                   | ↘76       |
| 5 | Старое Дракино   | село                   | ↘402      |
| 6 | Шадым            | село                   | ↗364      |